# Dobrotin (Leskovac)
Dobrotin je naselje u gradu Leskovcu, Jablanički upravni okrug, Srbija. Prema popisu iz 2022. godine u Dobrotinu je živjelo 262 stanovnika.